# Neochromadora complexa
Neochromadora complexa är en rundmaskart som beskrevs av Gerlach 1953. Neochromadora complexa ingår i släktet Neochromadora och familjen Chromadoridae. Inga underarter finns listade i Catalogue of Life.